# Nadia Peruch
Nadia Peruch aussi connue sous le nom de Nadia Peruch Niang, née le 16 janvier 1978 à Toulouse, est une joueuse française naturalisée guinéenne de basket-ball.

## Parcours
Nadia Peruch pratique le basket-ball depuis son plus jeune âge, mimant ainsi sa sœur Béatrice. 

### En club
Elle joue pour l'équipe universitaire américaine des Redbirds d'Illinois State, les clubs français du COB Calais et de Reims, les clubs espagnols de Tenerife,  El Ferrol et León avant de revenir en France, au Toulouse Métropole Basket.

### En sélection
Avec l'équipe de Guinée, elle dispute le championnat d'Afrique 2015 à Yaoundé, terminant à la neuvième place. Elle est la capitaine, de la sélection terminant dixième du championnat d'Afrique 2017 à Bamako,.

## Famille
Elle est mariée à Ousmane Niang, ingénieur et joueur international guinéen de basket-ball.